# شامبديبراز
شامبديبراز هي بلدة تقع في وادي أوستا شمال غرب إيطاليا.